# Aegidius Agricola
Aegidius Agricola (* 3. oder 13. Juli 1578 in Neukirchen, Oberpfalz; † 16. Oktober 1646 in Nürnberg) war ein deutscher Jurist, Professor für Rechtswissenschaft und Fachautor.

## Leben
Agricola war der Sohn des Pfarrers von Neukirchen im Fürstentum Pfalz-Sulzbach, heute Regierungsbezirk Oberpfalz, Johann Agricola (* 1546; † nach 1612), und dessen Ehefrau Anna, geborene Schnedner. Er wurde zunächst vom Vater unterwiesen und ging zur Weiterbildung (u. a. bei Johannes Fridericus Strobelius) – für fünf Jahre an die höhere Schule in Amberg. Anschließend studierte er an der Universität Altdorf (1597) unter dem Rektorat von Johannes Praetorius bei Scipone Gentili (1503–1516). Des Weiteren in Tübingen (1597) und Jena (1600), hier u. a. bei dem 1599 zum Professor der Rechtswissenschaft berufenen Ortholf Fomann d. Ä. (1560–1634). Am 5. Oktober 1609 wurde er an der Universität Basel unter dem Rektorat des Amandus Polanus von Polansdorf zum „dr. juris utriusque“ promoviert. Agricola lehrte zunächst als außerordentlicher, ab 1613 als ordentlicher Professor des zivilen Rechts an der Hochschule der Freien Reichsstadt Nürnberg in Altdorf und wurde am 9. Oktober 1614 in den akademischen Senat eingeführt und mehrfach zum Prorektor und Rektor gewählt. 1834 übernahm er von Andreas Dinner (1579–1633) die „Professur der Pandekten“. 1645 folgte er Erasmus Ungebaur als „Professor des Codex“ und Senior der juristischen Fakultät.
Um 1613 heiratete er Margaretha Catherina Busenreuther (* 1588; † nach 1624); eine Tochter des Johannes Busereuth, seit 1580 Juraprofessor in Altdorf. In der Literatur werden vier Kinder dieser Ehe erwähnt: Maria Katharina (* 1614), Egid. Georg (* 1616), Esther Magdalena (* 1617, † vor 1646); sie heiratete als dessen erste Ehefrau den Jurastudenten Benedict Uzius (Utz). Egid. Georg II (* 1624: stud. phil.; Schultheiß zu Kornwestheim).
Als im Verlauf des Dreißigjährigen Krieges die Altdorfer Akademie evakuiert wurde, wurde am 8. Juni 1632 auf dem Weg in die sicherere Reichsstadt Nürnberg Agricola zusammen mit seinem Nachfolger im Amt des Prorektors Georg Nösler (1591–1650) und weiteren Altdorfer Kollegen und Studenten von kaiserlichen Reitern unter dem Befehl von General Tilly gefangen genommen und – außer Nösler, der 5 Monate in Gefangenschaft blieb – erst nach Lösegeldzahlung freigelassen. Nösler hielt 1646 die Grabrede für Agricola.

## Bildnis
- Wolfgang Philipp Kilian (1654–1732): Kupferstich

## Schriften
- Disputatio de pignoribus et hypothecis. Dissertation, Basel 1609.

## Archivalien
- Staatsarchiv Amberg, Sulzb. Akten 7105: Bericht des Pfarrers Johann Agricola zu Neukirchen über die Beerdigung des an einer Seuche verstorbenen Hans Pleysteiner zu Grasberg, 1606.
- Staatsarchiv Amberg: Fürstentum Pfalz-Sulzbach, Regierung – Sulzbacher Akten 2197. Forderung der Erben des Pfarrers Johann Agricola zu Neukirchen gegen Wolf Friedrich von Freudenberg zu Windischleuba wegen dessen Besoldungsrest. (1609, 1612) 1614–1616.
- Stadtarchiv Amberg: Fürstentum Pfalz-Sulzbach, Regierung – Sulzbacher Akten 2149: Schuldforderung des Egidius Agricola, Schultheiß zu Kornwestheim, wegen eines durch seinen Vater, Prof. Dr. Egidius Agricola zu Altdorf, an Wolf Friedrich von Freudenberg verkauften Hofes zu Neukirchen […]. (1622, 1639), 1640–1655.